# Дунайска-Стреда
Дунайска-Стреда (словац. Dunajská Streda, нем. Niedermarkt, венг. Dunaszerdahely) — город в южной Словакии, неофициальная «столица» венгерского меньшинства страны. Население — около 23 тыс. человек.

## История
Дунайска-Стреда была впервые упомянута в 1238 году. В XV—XVI веках получает городские права, но до XIX века оставалась незначительным поселением, где преобладали ремесленники. Во второй половине XX века была проведена индустриализация города.

## Население
| Год:                | 1994   | 2004    | 2014    | 2024    |
| ------------------- | ------ | ------- | ------- | ------- |
| Количество человек: | 23 797 | 23 562  | 22 553  | 22 826  |
| Разница:            |        | −0,98 % | −4,28 % | +1,21 % |

## Достопримечательности
- Костёл
- Кирха

## Города-побратимы
- Гёдёллё, Венгрия;
- Одорхею-Секуеск, Румыния;
- Сента, Сербия;
- Суботица, Сербия;
- Балашов, Россия.